# Бурлаков, Пётр Герасимович
Пётр Гера́симович Бурлако́в (29 июня 1908, Луганск, Екатеринославская губерния — декабрь 1979, Кривой Рог, Днепропетровская область) — советский хозяйственный деятель. Председатель Криворожского городского совета (1946—1949).

## Биография
Родился 29 июня 1908 года в городе Луганск.
Получил высшее образование. Трудовую деятельность начал в конце 1920-х годов слесарем Луганского паровозостроительного завода.
С 1934 года в городе Кривой Рог. Работал начальником политотдела МТС в Криворожском районе, на комсомольской работе, завхозом в Криворожском педагогическом институте. В 1939—1941 годах — заместитель председателя Криворожского городского исполкома.
В июле-августе 1941 года — командир истребительного батальона. В 1941—1944 годах работал на Урале.
В 1946—1949 годах — председатель Криворожского городского совета и городского исполкома. Умелый организатор послевоенного восстановления Кривого Рога, особые усилия прилагал для строительства новых шахт. Возглавлял железнодорожное хозяйство производственного объединения «Кривбассруда».
Умер в декабре 1979 года в городе Кривой Рог.

## Награды
- Орден Октябрьской Революции;
- Орден «Знак Почёта».